# Dianema
Dianema — рід з підродини Callichthyinae родини Панцирні соми ряду сомоподібних. Має 2 види. Інша назва «торпедний сом». Наукова назва походить від грецьких слів di, що означає «два», і nema, що означає «нитка».

## Опис
Загальна довжина представників цього роду досягає 8-9 см. Зовнішністю нагадують торпеди. Звідси походить інша назва цих сомів. Голова доволі обтічна, видовжена, коротка. Морда витягнута. Біля носа розташовано 2 пари вусиків. Тулуб подовжений, веретеноподібний. Спинний плавець високий, помірно довгий. Жировий плавець крихітний. Грудні та черевні плавці помірного розміру. Анальний плавець високий, з короткою основою. Хвостовий плавець доволі великий, зіз значною виїмкою.
Забарвлення коричневе з різними відтінками. У різних видів хвіст відрізняється забарвленням (є смуги з контрастними смугами).

## Спосіб життя
Зустрічаються в повільних струмках, відгалужених від основних русел. Полюбляють знаходиться в місцях впадання цих струмків в озера або ставки, але в самі ці водойми намагаються не запливати. Плавають зазвичай у товщі води. Здатні дихати атмосферним повітрям. Утворюють невеличкі косяки. Доволі полохливі. Ховаються серед каміння та корчів. Активні вдень. Живляться водними безхребетними.

## Розповсюдження
Поширені в басейні річки Амазонка, від Еквадору до Перу, також в західній Бразилії.

## Види
- Dianema longibarbis
- Dianema urostriatum

## Тримання в акваріумах
Потрібно водойма від 100—150 літрів. Акваріум може бути невисоким (30-35 см). На ґрунт насипають дрібний пісок жовтого кольору. Зверху можна рівномірно розподілити дрібну гальку (3-4 жмені). Знадобиться безліч укриттів у вигляді корчів або печер з каміння. Рослини актуальні тільки уздовж заднього скла, що імітують берегову зону, порослу рослинністю. Ідеально посадити напівводні рослини. Мирні. Утримувати краще групою. Сусідами можуть бути будь-які мирні риби. Їдять будь харчі для акваріумних риб, але перевагу віддають живим. З технічних засобів знадобиться внутрішній фільтр середньої потужності для створення помірної течії, компресор. Температура утримування повинна становити 22-26 °C.